# ウィズエアー UK
ウィズエアーUK（Wizz Air UK）は、 ルートン空港を拠点とするイギリスの定期航空会社である。 この航空会社は、ブレグジット後も親会社であるハンガリーのウィズエアーに代わってイギリスへの完全な市場アクセスを維持することを狙い、設立された。 
ウィズエアーUKは、20席以上の航空機で乗客、貨物、郵便物を運ぶことを許可する英国民間航空局（CAA）におけるタイプA免許を保持している。

## 運航機材

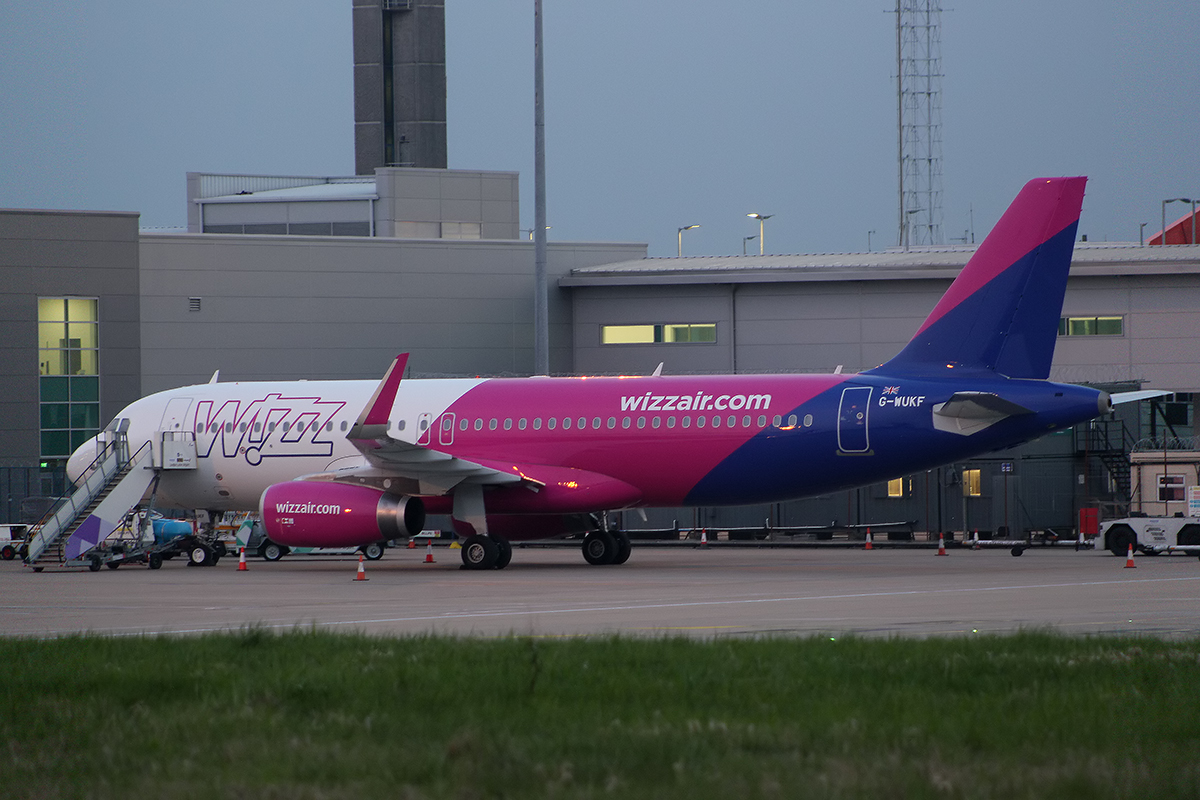
2018年3月のルートン空港でのWizz Air UKエアバスA320

2019年8月現在、ウィズエアーUKの運航機材は次の航空機で構成されている： 
- エアバスA320-200　（186席）　4機
- エアバスA321-200　（230席）　7機